# Nico de Wolf
Nicolaas (Nico) de Wolf (Apeldoorn, 27 oktober 1887 – Doesburg, 18 juli 1967) was een Nederlands architect en voetballer. Hij kwam uit voor Haarlem en behaalde met het Nederlands elftal de bronzen medaille op de Olympische Zomerspelen van 1912.
Hij overleed op 18 juli 1967 op 79-jarige leeftijd. Hij werd begraven op de begraafplaats aan de Meipoortstraat in Doesburg.

## Architect
De Wolf was werkzaam als architect in Doesburg. Een overzicht van zijn werk:
Baarn
- Javalaan 6 (1931)

Doesburg
- Waag - Koepoortstraat 2 (restauratie 1947-1949)
- Sint-Joriskerk, Drempt (restauratie 1937-1939)
- Kerkstraat 16 (winkelpui 1937)
- Gasthuisstraat 41 (restauratie 1930)
- Gasthuiskerk, Sint Antoniuskapel (restauratie 1930)
- Hanzeweg 1 (1930)
- Ooipoortstraat 9 - hoek Helmichstraat (1924)

Ellecom
- Landhuis, Pieperslaan 3 (1921 ontwerp met architect HC Bloemendaal)

Borculo
- boerderij/museum Lebbenbrugge (restauratie 1933-1939)